# 埃韋紐 (馬里蘭州)
埃韋紐（英語：Avenue）是位於美國馬里蘭州聖瑪麗斯縣的一個非建制地區。

## 地理
埃韋紐所處的海拔為高於海平面4米（即13英呎），而該地所採用的時區為UTC-5，即北美东部時區（EST）。同時該地設有夏令時間，為UTC-5調快一小時，即UTC-4（EDT）。